# Lorette
Lorette ist eine französische Gemeinde mit 4.896 Einwohnern (Stand 1. Januar 2022) im Département Loire in der Region Auvergne-Rhône-Alpes. Sie gehört zum Arrondissement Saint-Étienne und zum Kanton Rive-de-Gier.

## Geographie
Lorette liegt etwa 15 Kilometer nordöstlich von Saint-Étienne im Tal des Gier. Sein Zufluss Dorlay verläuft an der westlichen Gemeindegrenze. Lorette liegt am Rande des Regionalen Naturparks Pilat, mit dem es als Zugangsort assoziiert ist.
Nachbargemeinden sind:
- im Norden: Genilac
- im Nordosten: Rive-de-Gier
- im Südosten: Farnay
- im Südwesten: La Grand-Croix
- im Westen: Cellieu

## Bevölkerungsentwicklung
| Jahr                       | 1962 | 1968 | 1975 | 1982 | 1990 | 1999 | 2008 | 2017 |
| Einwohner                  | 4921 | 4967 | 4589 | 5094 | 5082 | 4843 | 4451 | 4700 |
| Quellen: Cassini und INSEE |      |      |      |      |      |      |      |      |

## Verkehrsanbindung
Im Jahr 1832 ging der Bahnhof an der Bahnstrecke Saint-Étienne–Lyon, der zweiten Bahnstrecke Frankreichs, in Betrieb. Diese Strecke wurde später in die Bahnstrecke Moret-Veneux-les-Sablons–Lyon-Perrache integriert. Heute halten in Lorette keine Personenzüge mehr.
Lorette liegt an der Autobahn A47. Der nächstgelegenen Flugplatz Saint-Chamond—L’Horme liegt etwa fünf Kilometer entfernt.

## Persönlichkeiten
- Jean Delay (1879–1966), Erzbischof
- Alain Prost (* 1955), Rennfahrer, im hiesigen Krankenhaus Les Berceaux geboren